# 橋溪江家大院
橋溪江家大院位於四川省廣元市蒼溪縣，文物遺址年代判定為清。2012年7月16日公佈為第八批四川省文物保護單位。
橋溪江家大院位於四川省廣元市蒼溪縣橋溪鄉金龍村四組。建築坐北朝南，四合院佈局，單簷懸山式穿逗木結構，占地面積850平方公尺。門房面闊1.7公尺，高1.2公尺。正房面闊4柱3間面闊15.2公尺，進深6.4公尺，高6.3公尺。正面廊道長16.6公尺，寬2.7公尺。廊道正中設二級垂帶式踏道，長0.8公尺，寬4.8公尺，高0.36公尺。兩側廂房均面闊11.5公尺，進深5.2公尺。倒座房面闊13.5公尺，進深6.3公尺。天井長10.05公尺，寬12.3公尺。江家大院牆壁保留有1958年至60年代的“語錄”、標語40余幅。橋溪江家大院的平面佈局和建築外觀基本保持了清代的風貌，建築風格獨特，建築手法細膩，建築選材講究，是研究川北古建築、傳統建築工藝、民俗民風的重要史實資料。第三次全國文物普查新發現。